# Aidrus-moskee
De moskee van Abu Bakr al-'Aydarus of Aidrus-moskee is een soefistische moskee in het district Crater, in het zuiden van Jemen. Het is een van de belangrijkste moskeeën in de regio Aden en is vernoemd naar Abu Bakr al-Aydarus, de wali van Aden.
Oorspronkelijk gebouwd aan het einde van de 15e of het begin van de 16e eeuw, werd de moskee na de verwoesting in 1859 herbouwd.
De moskee staat op sommige postzegels van Aden, b.v. de 2 Anna-stempel uit 1938.